# Саврицкий, Алексей Илларионович
Алексей Илларионович Саврицкий (1918—1980) — партийный и общественный деятель, ветеран Великой Отечественной войны (участник войны с милитаристской Японией), участник строительства Братской ГЭС, видный партийный работник местного уровня.

## Биография
Алексей Илларионович Саврицкий родился 30 марта 1918 года в селе Большие Щербиничи (ныне — в Злынковском районе Брянской области) в рабочей семье.

### Довоенный период
Трудовую деятельность начал в 1936 году рабочим рудника в Читинской области, затем работал старшим контролером Кыринской райсберкассы, бухгалтером Любавинского рудоприискового отделения.
В 1938 году назначен председателем райплана Кыринского райисполкома, вступил в ВКП(б) в 1940 году, с августа 1940 года — заведующий сектором учёта единого партбилета Кыринского райкома ВКП(б).
В канун Великой Отечественной войны призван на воинскую службу, которую прошёл в составе Северной Тихоокеанской флотилии, был участником войны с Японией.

### После войны
С 1946 года работал в г. Черемхово экономистом промсоюза, инженером, начальником плановой группы. В 1948 году утверждён инструктором отдела пропаганды и агитации Черемховского ГК партии, после окончания в 1951 году областной партшколы — заведующим отделом агитации и пропаганды, затем промышленно-транспортным отделом горкома КПСС.

### Работа в Братске
В феврале 1956 года, в числе 500 коммунистов — посланцев обкома партии, направлен в Братск на строительство Братской ГЭС. 19 февраля 1956 года на первой городской партконференции был избран секретарём Братского ГК КПСС, в 1961 году стал вторым секретарём ГК КПСС.
С февраля 1964 года — секретарь парткома УС «Братскгэсстрой», где бессменно проработал 10 лет.
В январе 1974 года, с образованием Падунского района города Братска, на первой районной партконференции был избран первым секретарём РК КПСС и на этом посту он оставался до самой своей смерти. Избирался в Падунский райсовет, где был членом райисполкома, а также депутатом Братского горсовета, кандидатом и членом Иркутского обкома партии, членом бюро ГК КПСС.
Скончался после непродолжительной болезни 30 января 1980 года в возрасте 62 лет.

## Награды
- два ордена Трудового Красного Знамени;
- Орден «Знак Почёта»;
- медали.